# Figuerols
Figuerols és una partida en part formada per camps de conreu del terme municipal de Conca de Dalt, a l'antic terme de Toralla i Serradell, al Pallars Jussà, en territori que havia estat del poble de Toralla.
Està situada a la dreta de la llau de Sant Salvador, al sud de la partida d'Arguilers i a ponent de la de Seix Curt, al nord-est d'Estornegalls.